# Гутник (Краків)
«Гу́тник Кра́ків» (пол. Hutnik Kraków) — професіональний польський футбольний клуб з міста Краків.

## Історія
Колишні назви:
- 1950: КС Сталь Нова Гута (пол. KS [Klub Sportowy] Stal Nowa Huta)
- 1956: КС Гутник Нова Гута (пол. KS Hutnik Nowa Huta)
- 1973: КС Гутник Краків (пол. KS Hutnik Kraków)
- 11.02.2002: КС Гутник Краків ССА (пол. KS Hutnik Kraków SSA [Sportowa Spółka Akcyjna])

21 березня 1950 році був організований спортивний клуб, який отримав назву «„Сталь“ Нова Гута». У 1956 році змінив назву на «Гутник Нова Гута». Ще у 1951 році місцевість Нова Гута була приєднана до міста Краків, але тільки літом 1973 клуб отримав свою сучасну назву «Гутник Краків». 
У 1989 році клуб дебютував у І лізі, а у наступному році дійшов до 1/2 фіналу Кубку Польщі. У 1996 році команда здобула бронзові медалі чемпіонату Польщі і дебютувала в європейських турнірах. У 1997 році попрощався з І лігою.
З 2008 року команда виступає у ІІІ лізі.

## Титули та досягнення
- Чемпіонат Польщі:
  - бронзовий призер (1): 1996
- Кубок Польщі:
  - півфіналіст (1): 1990

Участь у євротурнірах:
- [[Файл:|16px]] Кубок УЄФА/Ліга УЄФА:
  - 1/32 фіналу: 1996/1997